# P/2014 S4 (Gibbs)
P/2014 S4 (Gibbs) — одна з короткоперіодичних комет типу Енке. Ця комета була відкрита 24 вересня 2014 року; вона мала 19.5m на час відкриття.